# Bruno Hain
Bruno Hain (* 24. September 1954 in Ludwigshafen am Rhein; † 7. Februar 2024) war ein deutscher Dialektologe, Autor und Pfälzer Mundartdichter.

## Ausbildung
Hain wuchs in der vorderpfälzischen Doppelgemeinde Böhl-Iggelheim auf, wo er auch wohnte. Er studierte Germanistik und Anglistik an der Universität Mannheim.

## Beruf
Beruflich beschäftigte sich Hain vornehmlich mit den pfälzischen Dialekten und bemühte sich um ihre Bewahrung und Dokumentation. Seit 1989 war er Jurymitglied beim Mundartwettbewerb Dannstadter Höhe. Von 1989 bis 1995 gehörte er zudem der Jury des Mundartdichterwettstreits in Bockenheim an, 1995 auch derjenigen des Internationalen Literatur-Theater-Preises in Saarbrücken. Von 1990 bis 1992 war er Fachbereichsleiter Literatur beim Modellprojekt Studium Generale Palatinum.
Hain schrieb Lyrik, Prosa und Theaterstücke in der Mundart seiner vorderpfälzischen Heimat. Seine Themen und die Art ihrer sprachlichen Umsetzung liegen häufig abseits der gängigen Mundartliteratur. Von Anhängern der traditionellen und weiterhin überwiegend gepflegten „Weck-Worscht-un-Woi-Mundartdichtung“ wurde er deswegen mitunter kritisiert.
Als Autor hat Hain mehr als ein Dutzend Bücher veröffentlicht, bei zehn weiteren ist er Mitherausgeber. Einzelbeiträge von ihm sind in etwa zwanzig Anthologien erschienen.

## Werke (Auswahl)
- Erstausgaben Pfälzer Mundartdichtung. Eine Bibliographie. Neustadt a. d. W. 1985
- De erschte Schmatz om rechte Platz. Lustspiel in 3 Akten nach Hippolyt August Schauferts Der Gaisbock von Lambrecht oder Ein Kuß zur rechten Zeit. Bearbeitet und ins Pfälzische übertragen. Mainz-Gonsenheim 1990
- De Hallberger. E sagenhaftes Pälzer Stick. Speyer 1991
- Dod un Deiwel! Gedichte uf Pälzisch. Speyer 1991
- Schampus un Blabla. Speyer 1992
- Häämet. Siwwe Lieweserklärunge. Böhl-Iggelheim 1994
- Buchstaweblume. Karlsruhe 1995
- DomSchatteGewächse (zusammen mit Günter Handwerker). Böhl-Iggelheim 1997
- Maria Erhardin. E Dorfbildche. Böhl-Iggelheim 2000
- Palzwoi-Räp. Iwwerzwerches in Pälzer Mundart. Böhl-Iggelheim 2000
- uf em weg. 2007
- Rhein-Pfalz-Kreis und Bruno Hain (Hrsg.): Aus mir is was worre. Ein Lesebuch. 25 Jahre Mundart-Wettbewerb Dannstadter Höhe. Dannstadt-Schauernheim 2013.

## Auszeichnungen
Mehrfach war Hain Preisträger bei literarischen Wettbewerben, vor allem in Bockenheim. Dort erhielt er zudem 1989 den Preis der Emichsburg für seine wissenschaftliche Beschäftigung mit der Mundartliteratur und 2007 den Dr.-Wilhelm-Dautermann-Preis für sein Buch uf m weg. 2011 wurde Hain mit der Verdienstmedaille des Landes Rheinland-Pfalz ausgezeichnet.

## Mitgliedschaft
Hain war Mitglied des Literarischen Vereins der Pfalz sowie der „Bosener Gruppe“.